# Overwinningsmedaille (Zuid-Afrika)

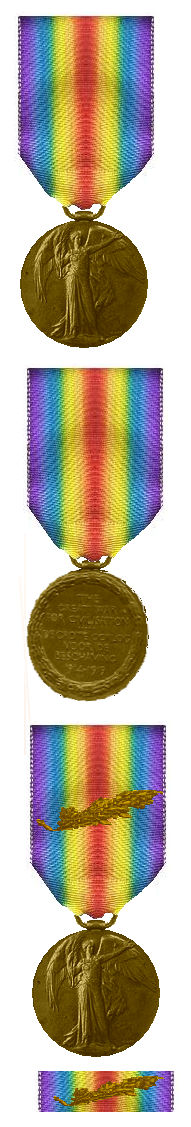
Medaille met tweetalige keerzijde en medaille met Dagorder

De Overwinningsmedaille, (Engels: "Victory Medal") ook wel "Inter-Allied Victory Medal" genoemd, is de Zuid-Afrikaanse versie van de Intergeallieerde Medaille die na de overwinning in de Eerste Wereldoorlog aan meer dan 6.334.522 Britse veteranen werd uitgereikt
De medaille werd op 1 september 1919 ingesteld door George V van het Verenigd Koninkrijk. De medaille werd ook in de Britse koloniën en in de dominions Canada, Australië, Nieuw-Zeeland en het Keizerrijk India uitgereikt. Van de dominions verkoos alleen Zuid-Afrika een eigen medaille met tweetalige keerzijde te slaan. De medaille wordt tot de campagnemedailles gerekend.
De geallieerden hadden afgesproken dat het zijden lint van al hun overwinningsmedailles gelijk zou zijn. Ook de medailles van het Verenigd Koninkrijk en de medaille van Zuid-Afrika kregen daarom de kleuren van de regenboog.

## De Zuid-Afrikaanse medaille

### Voorwaarden
Om voor de medaille in aanmerking te komen moest men gemobiliseerd zijn, in een van de strijdkrachten opgenomen zijn geweest en tussen 5 augustus 1914 en 11 november 1918 in een oorlogsgebied zijn geweest. Vrouwen kwamen voor deze en de eerdere twee medailles in aanmerking wanneer zij dienst in verpleeghuizen en bij andere hulptroepen hadden gedaan.
De Overwinningsmedaille werd ook toegekend aan officieren en manschappen van de Britse Koninklijke Marine die de missie naar Rusland tussen 1919 en 1920 hadden meegemaakt. De geallieerden grepen indertijd met deze Interventie in Noord-Rusland in de Russische burgeroorlog. Ook voor het opruimen van mijnen in de Noordzee tussen 11 november 1918 en 30 november 1919 kon men nog de Overwinningsmedaille krijgen.
De medaille werd toegekend aan al degenen die de 1914 Ster of de 1914-1915 Ster mochten dragen. Het merendeel van de dragers van de Britse Oorlogsmedaille ("British War Medal") kwamen ook voor de Overwinningsmedaille in aanmerking. De Overwinningsmedaille werd nooit alleen toegekend maar altijd samen met een of twee van de andere sterren of de medaille. Deze drie onderscheidingen werden soms oneerbiedig aangeduid als "Pip, Squeak and Wilfred". Dit is "Wilfred". In totaal werden ongeveer 5 700 000 overwinningsmedailles uitgereikt.
De Overwinningsmedaille werd minder vaak uitgereikt dan de Oorlogsmedaille ('Squeak') waarvan 6,4 miljoen exemplaren werden uitgereikt. Men ziet de Overwinningsmedaille altijd samen met de Oorlogsmedaille. Alle 2,4 miljoen dragers van de 1914-15 Ster ("Pip') droegen ook de Oorlogsmedaille en de Overwinningsmedaille.
De dominions en de koloniën maakten in 1918 en nog lang daarna gebruik van de in het Verenigd Koninkrijk door hun gezamenlijke koning ingestelde en verleende onderscheidingen en ridderorden.

## De Overwinningsmedaille
De voorzijde van de Zuid-Afrikaanse medaille is gelijk aan de Britse Overwinningsmedaille en heeft een diameter van 36 millimeter. De door William McMillan (1887–1977) ontworpen medaille werd door het Woolwich Arsenal of de Firma Wright & Son gestanst en geslagen uit roodkoperen platen.
De medaille werd van een bronskleurige patina voorzien.
Op de voorzijde is de godin Victoria afgebeeld. De houding is gelijk aan die van een standbeeld op het Queen Victoria Memorial in Londen. De gevleugelde godin heeft haar linkerarm uitgestrekt en zij houdt een palmtak in haar rechterhand.
Op de in Zuid-Afrika afwijkende keerzijde staat "THE GREAT / WAR FOR / CIVILISATION / 1914-1919"  en "DE GROTE OORLOG / VOOR DE BESCHAVING 1914-1919" binnen een lauwerkrans.
De medaille werd aan een 39 millimeter breed lint in de kleuren van de regenboog op de linkerborst gedragen. 
Militair personeel dat tussen 4 augustus 1914 en 10 augustus 1920 in een dagorder was vermeld draagt een klein bronzen eikenblad op lint van de medaille.
Het legernummer, de rang, de naam en de militaire eenheid werden op de rand van de medaille gegraveerd.